# Hana Benešová
Pour les articles homonymes, voir Benešová (homonymie).
Hana Benešová (née le 19 avril 1975 à Čáslav) est une athlète tchèque spécialiste du sprint. 

## Biographie
En 1995, aux Championnats du monde en salle, Hana Benešová remporte la médaille d'argent sur 4 × 400 mètres au sein du relais tchèque, composé également de Nadia Kostoválová, Helena Dziurová et Ludmila Formanová.

### Palmarès
| Date | Compétition                    | Lieu            | Résultat | Épreuve   | Performance   |
| ---- | ------------------------------ | --------------- | -------- | --------- | ------------- |
| 1992 | Championnats du monde juniors  | Séoul           | 5e       | 400 m     | 53 s 39       |
| 1993 | Championnats d'Europe juniors  | Saint-Sébastien | 1re      | 100 m     | 11 s 56       |
| 1993 | Championnats d'Europe juniors  | Saint-Sébastien | 2e       | 200 m     | 23 s 53       |
| 1993 | Championnats du monde          | Stuttgart       | 7e       | 4 × 400 m | 3 min 27 s 94 |
| 1994 | Championnats du monde juniors  | Lisbonne        | 3e       | 400 m     | 52 s 60       |
| 1995 | Championnats du monde en salle | Barcelone       | 2e       | 4 × 400 m | 3 min 30 s 27 |
| 1996 | Jeux olympiques                | Atlanta         | 7e       | 4 × 400 m | 3 min 26 s 99 |
| 1997 | Championnats d'Europe espoirs  | Turku           | 1re      | 200 m     | 22 s 57       |
| 1997 | Championnats d'Europe espoirs  | Turku           | 2e       | 400 m     | 51 s 82       |
| 1997 | Championnats d'Europe espoirs  | Turku           | 3e       | 4 × 400 m | 3 min 33 s 83 |
| 1997 | Championnats du monde          | Athènes         | 5e       | 4 × 400 m | 3 min 23 s 73 |
| 1999 | Championnats du monde          | Séville         | 4e       | 4 × 400 m | 3 min 23 s 82 |
| 2000 | Jeux olympiques                | Sydney          | 7e       | 4 × 400 m | 3 min 29 s 17 |

### Records
| Épreuve    | Performance | Lieu     | Date            |
| ---------- | ----------- | -------- | --------------- |
| 100 mètres | 11 s 45     | Jablonec | 3 juillet 1993  |
| 200 mètres | 22 s 57     | Turku    | 13 juillet 1997 |
| 400 mètres | 51 s 18     | Prague   | 10 juin 1997    |

| Épreuve    | Performance | Lieu   | Date            |
| ---------- | ----------- | ------ | --------------- |
| 60 mètres  | 7 s 39      | Prague | 21 février 2004 |
| 200 mètres | 23 s 15     | Vienne | 15 février 1997 |
| 400 mètres | 52 s 12     | Prague | 23 février 1997 |